# Искатели (вестерн)
«Искатели» (англ. The Searchers) (1956) — фильм Джона Форда, считающийся художественной вершиной жанра «вестерн». Входит в состав Национального реестра фильмов с начала его появления. Возглавляет список лучших вестернов по версии Американского киноинститута, входит в ряд других авторитетных списков. Снят по мотивам одноимённого романа Алана Ле Мэя (1954) о событиях техасско-индейских войн.

## Сюжет
Прошло три года после Гражданской войны. Офицер армии южан Итан Эдвардс, так и не принявший поражения и не «поменявший саблю на плуг», после нескольких лет отсутствия, когда он по–видимому, участвовал во Второй франко-мексиканской войне, возвращается в дом своего брата Аарона в Техасе. Кроме сына и двух дочерей, у Аарона и его жены Марты есть и приёмный сын — полукровка Мартин Поли, в жилах которого течёт кровь чероки, и которого Итан нашёл младенцем, когда его родители были убиты.
В его распоряжении много золотых монет неопределенного происхождения и медаль мексиканской кампании, которую он дарит своей восьмилетней племяннице Дебби.
Утром ферму посещает отряд преподобного Сэма Клейтона, разыскивающего похитителей коров с фермы неподалёку (предположительно команчей), и вербующего Аарона и Мартина в роту техасских рейнджеров без жалования. Как бывшего солдата Конфедерации, когда его просят принести присягу на верность Техасским рейнджерам, однако он отказывается. Бен и Дебби застают Люси, обнимающуюся с членом отряда Брэдом Йоргенсеном, сыном Ларса, владельца украденного скота, и дразнят их. Отряд выдвигается на поиски, Брэд обнаруживает копьё команчей — знак того, что вскоре произойдёт атака. Группа, кроме Итана и чудаковатого Моуза Харпера, покидает место находки.
Вечером Аарон замечает блик вдали, семья запирается в доме, родители пытаются спасти Дебби, велев ей "сыграть в прятки" и укрыться на кладбище. На неё натыкается индеец, трубящий в рог, причем мы видим, что Дебби пытается укрыться у могильной плиты матери Итана, надпись на которой свидетельствует об убийстве матери Итана индейцами в ее 41 год. Команчи совершают нападение, убивают Аарона, Марту и их сына Бена, а дочерей похищают. Итан обнаруживает горящую ферму. После похорон миссис Йоргенсен просит Итана не дать мужчинам лишить себя жизни, если окажется, что девочки мертвы, тот не даёт обещания. Отряд из семи человек пускается в погоню. Неподалёку под камнем группа обнаруживает труп команча, которому Итан простреливает глаза, чтобы тот вечно блуждал неупокоенным в земле духов. Итан, вернувшись с разведки, сообщает о лагере в 20 милях и намерении напасть. Капитан Клейтон решает разогнать лошадей, так как без них индейцы не так опасны. Однако ночью перекличка команчей даёт понять, что план провалился.
Утром индейцы замечают группу, но держатся поодаль, окружая рейнджеров. Начинается погоня, Нэтсби оказывается ранен, преподобный даёт ему свою Библию. Индейцы поют Песню смерти и устремляются через реку, но попадают под огонь рейнджеров и отступают. Преподобный решает отвезти Нэтсби домой, говоря, что здесь нужна или рота рейнджеров, или один-два человека. С Итаном идут Мартин и Брэд. Ночью Итан услышав от Брэда, что тот обнаружил стоянку индейцев с Люси в голубом платье, сообщает, что ранее днём обнаружил труп Люси, которая была изнасилована перед смертью индейцами, в каньоне и похоронил в своей куртке, а её платье забрала себе одна из индианок. Брэд в остервенении в одиночку нападает на лагерь и погибает. Итан и Мартин продолжают путь.
Выпадает снег. Итан говорит, что не собирается сдаваться, и что если Дэби жива, то чероки примут её в племя и выдадут замуж по наступлении совершеннолетия. Проходит год с начала поисков. Итан и Мартин посещают ферму Йоргенсенов, Лори, сестра Брэда, целует Мартина, запамятовавшего, кто она такая, хотя они росли вместе с трёх лет. Ларс давно получил сообщение о смерти сына. Итан говорит ему, что потеряли след индейцев после начала вьюги и тщетно проверили все техасские фактории. Он уговаривает Мартина остаться на ферме, но тот отказывается. Утром Лори сообщает Марти об отъезде Итана, тот переживает за рассудок напарника. Лори читает ему письмо от Джерри Фаттермана, владельца фактории у реки Браззерс, обнаружившего кусок платья Дэбби. Мартин отправляется туда, Лори злится на него.
Мартин догоняет Итана, они посещают торговца. Тот требует оговорённую награду в тысячу долларов, Итан говорит, что он получит их, если они найдут живую девушку. Фаттерман за плату сообщает о том, что Дэбби похитили индейцы вождя Шрама, которые посетят форт Уингейт. Ночью Мартин удивляется тому, что жёсткий по характеру Итан подоткнул его одеяло. Вскоре на стоянку нападают неизвестные, но сидящий в засаде Итан, ранее разжёгший яркий костёр и подложивший шляпу под одеяло в качестве приманки, убивает их. Ими оказываются Фаттерман с двумя приспешниками.
Ферму Йоргенсенов посещает Чарли Маккорри, привёзший им письмо от Мартина, сообщающего о смерти Фаттермана, что у них не было проблем с местными племенами, но они не обнаружили племя наякис, похитившее Дебби. Мартин в знак доброй воли одаривает одно из племён шляпами. За напарниками едет индианка, которую Мартин невольно купил и которая стала его женой. Итан называет её «миссис Поли». Прочитав об этом, Лори комкает письмо и кидает в камин, но Ларс не даёт ему сгореть. Итан, знающий язык команчей, переводит, что девушку зовут Дикая Утка, Летящая в Ночном Небе, но она согласна называться «Послушай». Итан подшучивает над Мартином, подложив к нему одеяло под видом новоиспечённой супруги. Узнав, что женщина знает о Шраме, они расспрашивают её, но она ничего не говорит и покидает лагерь, выложив Итану и Мартину стрелу из камней. Выпадает снег, след теряется. При охоте на бизонов Итан теряет голову, расстреливая стадо. Они замечают большой отряд янки, едут в обратную от них сторону и обнаруживают сожжённый лагерь наяки-команчей. Итан обнаруживают красное одеяло и шляпу Послушай. Они приезжают к стоянке отряда в форте, сгоняющего индейцев в дом. Руководство показывает им трёх одичавших белых — женщину и трёх девочек, но среди них Дебби нет. Напарники отправляются в Нью-Мексико, Мартин пишет, что сожалеет, что и в этом году не посетит их на Рождество, письмо заканчивается. Лори злится на Марти, Чарли успокаивает её песней под гитару.
Проходит пять лет с начала преследования. В мексиканском баре напарники обнаруживают Моуза Харпера. Тот соглашается помочь в поисках. Те знакомятся с Эмилио Габриэлем Фернандесом-и-Фигероа, тот сообщает о «Сикатрисе» (Шраме по-мексикански), и сопровождает их к его племени. Тот называют Итана Широкие Плечи, а Мартина — Тот, Который Идёт Следом. Вследствие гибели двоих сыновей вождя четыре его жены сидят на почётном месте в вигваме. Одной из них оказывается Дебби. Шрам показывает Итану медаль, которую тот несколько лет назад подарил убитой Люси. Эмилио, не знавший о цели Итана при посещении племени, возвращает тому «кровавые деньги» и уезжает. Пришедшая к ним Дебби говорит, что не хочет покидать свой народ. Итан хочет убить её, Марти прикрывает девушку. Команч ранит Итана из лука, Марти отбивается. Начинается погоня, напарники отстреливаются перед входом в ущелье. Атаку возглавляет Шрам, Итан убивает его лошадь, индейцы ретируются. Итан даёт Марти прочесть своё завещание, тот читает его по слогам — в связи с отсутствием родни тот передаёт всё наследство ему. Марти в гневе выхватывает нож и желает тому смерти.
Преподобный Клейтон посещает свадьбу Чарли и Лори, чтобы венчать их. К дому подъезжают Итан и Мартин. Мистер Йоргенсен говорит им, что находящиеся на свадьбе рейнджеры арестуют их, так как они разыскиваются за убийство Фаттермана, но те всё равно входят. Итан сообщает о судьбе Дебби. Марти объясняется с Лори, зачитавшей до дыр единственное за пять лет письмо, они всё ещё любят друг друга. Маккорри застаёт их обнимающимися и наносит тому оскорбление, говоря о связи с индианкой, после чего сбивает того с ног хуком. Оба выходят драться во внутренний двор. Никто не разнимает драчунов, преподобный лишь просит, чтобы столкновение было честным. Охладив пыл, те мирятся. Чарли отказывается жениться на Лоре. Клейтон сообщает, что у покойного Фаттермана было украдено золото, Итан отдаёт тому оружие, Марти отказывается ехать на суд в Остин. Посыльный лейтенант, сын полковника Гринхилла, приглашает отряд капитана присоединиться к атаке на племя Шрама, о котором те узнали от Моуза, говорящего о кресле-качалке, которое ранее Итан обещал ему за информацию о Шраме. Он якобы притворился сумасшедшим и разведал местоположение лагеря — «Семь пальцев» у каньона Малапаи. Клейтон принимает предложение кавалериста-янки. Лори говорит Марти, что Итан прикончит Дебби, и что её мать хотела бы этого, но парень отвечает, что не допустит этого.
Под покровом ночи отряд добирается до каньона и решает атаковать племя на рассвете. Итан говорит Мартину о скальпе о длинных волнистых волосах — скальпе его матери, который он заметил на копье Шрама. Преподобный разрешает Марти проникнуть в стан врага. Посыльный вновь посещает отряд, сообщая о войсках в десяти милях. Преподобный разрешает тому остаться. Марти добирается до Дебби, которая хочет бежать с ним, и пристреливает появившегося у входа Шрама с ружьём, осматривавшего стоянку. Рейнджеры атакуют лагерь, Итан снимает скальп с вождя. Индейцы отступают, капитан приказывает Чарли Нэтсби гнать табун лошадей. Марти тщетно пытается остановить Итана, устремившегося в погоню за Дебби. Тот настигает её, но не убивает и бережно берёт на руки. Клейтона легко ранят в ягодицу.
Итан привозит Дебби к Йоргенсенам. Вслед за ними в дом входят держащиеся за руку Мартин и Лори. Оставшийся на улице Итан улыбается и уходит вдаль, дверь закрывается.

Сколько длится их странствие? Вроде бы «всего» пять лет, но, вскочив в седла, Итан и Мартин выпадают из исторического времени. Обломки усталого мифа, они уходят в его обезлюдевшие просторы. Возможно, умирают. Отныне календарь искателей — не смена дат, а чередование снежной бури и летнего ливня, степей и горных хребтов.— М. Трофименков

## В ролях
- Джон Уэйн — Итан Эдвардс[4][5]
- Джеффри Хантер — Мартин Поли
- Вера Майлз — Лори Йоргенсен
- Уорд Бонд — преподобный Сэмюэл Джонстон Клейтон, капитан
- Натали Вуд — Дебби Эдвардс (взрослая)
- Джон Куолен — Ларс Йоргенсен
- Олайв Кэри — миссис Йоргенсен
- Генри Брэндон — вождь Шрам
- Кен Кёртис — Чарли Маккорри
- Гарри Кэри-младший — Брэд Йоргенсен
- Антонио Морено — Эмилио Габриэль Фернандес-и-Фигероа
- Хэнк Уорден — Моуз Харпер
- Уолтер Кой — Аарон Эдвардс
- Дороти Джордан — Марта Эдвардс
- Пиппа Скотт — Люси Эдвардс
- Патрик Уэйн — лейтенант Гринхилл
- Лана Вуд — Дебби Эдвардс (в детстве)

В титрах не указаны
- Питер Мамакос — Джерем Фаттерман
- Рут Клиффорд — женщина в форте
- Гертруда Астор — гостья на свадьбе
- Стэн Джонс — всадник

## Работа над фильмом
При написании романа Алан Ле Мей скрупулёзно собирал сведения о похищении индейцами детей белых поселенцев. Всего в литературе описано 64 таких случая, наиболее известный из них — Синтия Энн Паркер. Вызволение девушки из индейского плена напоминает события при Уошите в 1868 году. Когда Форд взялся за экранизацию романа, он потребовал переписать хэппи-энд и внёс в сюжетную линию множество других изменений, ставящих под вопрос реальные мотивы действий Итана.
«Искатели» стали первым за пять лет вестерном Джона Форда. После ряда неудач он подумывал о том, чтобы завязать с режиссурой. Хотя действие вестерна происходит в Техасе, Форд по своему обыкновению вёл съёмки в долине Монументов (штат Юта). Использовалась новаторская широкоэкранная технология VistaVision. Многие из задействованных в фильме актёров хорошо известны по другим фильмам режиссёра. Почти все снимались в телефильме «Новичок сезона» (англ.), над которым Форд работал в 1955 году. В испытанной фордовской труппе не было молодых актёров, которые годились бы на роль Мартина Поли; по настоянию студии на эту роль был утверждён дебютант Джеффри Хантер.
Фильм имел большой успех в прокате, но был проигнорирован Американской киноакадемией и ведущими кинокритиками, которые не увидели принципиальной разницы между новым фильмом Форда и теми вестернами, что он снимал в прошлом. Однако французские критики «новой волны» подметили, что «Искатель» — скорее антивестерн, выявляющий узость представлений, положенных в основу жанра, и не пытающийся примирить эти противоречия. Под влиянием их статей этическая проблематичность и художественные достоинства «Искателей» были признаны и в США.

## Главный герой
Итан Эдвардс — нечто большее, чем традиционный герой вестерна. Его зацикленность на поисках Дебби — не столько героизм, сколько помешательство. В своём стремлении к мести он больше напоминает презираемых им дикарей, чем цивилизованных европейцев. Вождь Шрам во многих отношениях выступает его двойником. Жестокость белого человека оказывается сравнимой с беспощадностью дикарей, традиционной в фильмах этого жанра. Именно Итан Эдвардс совершает единственную в фильме процедуру скальпирования, а его стремление спасти племянницу оборачивается навязчивым желанием её убить, после того как встретив её он видит, что она уже не отождествляет себя со своими бывшими родственниками и стала своей среди команчей. Намёк на причины его патологической ненависти к индейцам содержится в надписи на могиле его матери, около которой пытается спрятаться маленькая Дебби: «Здесь покоится Мэри Джейн Эдвардс, убитая команчами 12 мая 1852 года, — добрая жена и мать 41 года от роду».
В кульминационный момент его сердце смягчается: он возвращает девушку к «цивилизованной» жизни, однако сам остается за её рамками, понимая, что ему там не место. Фильм завершается символическими кадрами закрывающейся двери, за которой остается медленно уходящий в пустынные прерии герой. Причины, по которым Итан решил оставить Дебби в живых, допускают различные трактовки. Возможно, поднимая Дебби над собой, Итан вспомнил образ её матери, навсегда утраченного для него дома, и сумел вовремя остановиться. Даже этот эпизод показывает, что, как подлинный одиночка, он держит отчёт только перед собой и только сам в состоянии остановить свою тягу к насилию. Но он не в силах примирить «дикаря внутри» с потребностями семейной жизни и потому в последних кадрах фильма остаётся снаружи, когда все остальные входят в дом.
Хотя герою вестерна вообще чужд мир домашнего очага, образ обуреваемого противоречиями Итана уникален для классического вестерна, где персонажи обычно чётко разделены на «хороших парней» и злодеев (как правило, индейцев). Мартин, в жилах которого течёт и европейская, и индейская кровь, напротив, воплощает надежду создателей фильма на грядущее примирение белых и краснокожих.
|  |  |  |  |  |

## Второе дно
При тщательном соблюдении внешних примет вестерна (Джон Уэйн в главной роли, эффектные кадры долины Монументов и т. д.) фильм подспудно затрагивает новые для жанра темы геноцида индейцев и инцеста. Хаотичное кружение «искателей» по прериям имеет мало общего с однонаправленным вектором классического вестерна (движение в западном направлении). Колкий комментарий запрятан глубоко в ткани фильма, и расистские выпады Итана легко потерять на фоне соседствующих с ними сцен юмористической разрядки или романтического флирта. Первые зрители фильма не уловили этого противоречия — «изумительного, на удивление продуктивного союза лёгкого развлечения и погружения во мрак» человеческой души.
Джон Форд предоставляет зрителю самостоятельно решить, насколько оправданна пятилетняя одиссея Итана Эдвардса и что движет им в действительности. В литературе о фильме преобладает мнение, что Итан был влюблён в Марту (жену своего брата) и, таким образом, мог в реальности быть отцом Дебби. Нестандартность ситуации в том, что в сценарии не содержится ни слова об отношениях Марты и Итана. Вся информация передаётся исключительно невербальным путём, при помощи взглядов и жестов Марты и Итана (особенно в первой сцене фильма, когда они едва удерживаются от поцелуя) и может быть «считана» только внимательным зрителем. В этой трактовке долгое время отсутствовший отец из чувства вины стремится спасти дочь, которую он не имел возможности вырастить и которая представляет для него единственную связь с Мартой, с главным человеком в его жизни.
Джонатан Розенбаум отмечает отсутствие эротического заряда в отношениях Мартина и Лори, которые решены в сугубо комическом ключе. Вера Майлз появляется во многих фильмах Форда, но не как женщина из плоти и крови, а скорее как дань сценарной необходимости наличия женского персонажа, за любовь которого соперничают главные герои. 
|  |  |  |  |  |

## Отзывы
- Джон Паттерсон, The Guardian: «Перед нами портрет американского героя, наделённого всеми доблестями самодостаточности и благородства (в понимании фронтира). Героя, который также является неприкрытым расистом-истребителем и верит в превосходство белой расы. Человека, которого доводит до исступления страх расовой нечистоты»[14].
- Джонатан Розенбаум определяет «Искателей» как расистский фильм, который одновременно прославляет и порицает нетерпимость к чужому семени. Парадокс видится ему в том, что грубые насмешки над индейской женщиной соседствуют с виртуозным в своей сложности исследованием психологии Итана Эдвардса[15].
- Филипп Френч, The Guardian: «Этот фильм с отсылками к „Одиссее“ и популярным в XIX веке историям об ужасах индейского плена полон сложности и контрастов: юмор низкого пошиба чередуется с мистикой, а бродячая жизнь добровольного изгоя противопоставлена теплоте домашнего уюта»[16].
- Дэйв Кер полагает, что в «Искателях» сосредоточена вся глубинная проблематика американской литературы: только массовая культура способна на подобную выжимку из 200-летней традиции и только такой великий поэт экрана, как Джон Форд, в состоянии перевести её в незабываемые кинообразы.

Центральный образ фронтира как точки схождения дикой природы с цивилизацией позволяет Форду исследовать разломы национального характера — стремление к порядку при потребности в насилии, общинный дух при восхищении индивидуальностью.— Дэйв Кер
- Более критично настроен Тим Лотт, убеждённый, что в «Искателях» можно увидеть критику расистских взглядов, «только если считать просвещённым изображение индейцев в качестве хищных садистов»[18]. Создатели фильма не объясняют ни решение Итана оставить девушку в живых, ни её отказ продолжить жизнь среди команчей. По словам Лотта, «грубая механика» сюжета и фарсовая трактовка некоторых эпизодов "порой низводят фильм до уровня «Сверкающих сёдел» Мела Брукса[18].

## Признание
- Фильм одним из первых 25 кинокартин был включён в Национальный реестр фильмов Библиотеки Конгресса США в 1989 году.
- В 1992 г. по результатам масштабного опроса кинокритиков, проведённого журналом Sight & Sound, «Искатели» попали в пятёрку величайших фильмов в истории, получив 17 голосов[19]. Двадцать лет спустя «Искатели» финишировали на 7-м месте с результатом в 78 голосов из 846[20].
- Списки Американского института кино:
  - 100 лучших фильмов 96-е (1998) и 12-е (2007) места
  - 10 лучших вестернов — 1-е место
- 10-е место в списке «100 фильмов» по версии Cahiers du cinéma (2008)[21].

## Выпуск домашнего видео
Фильм Искатели  был доступен на кассетах формата VHS в 1970-х годах от студии Warner Bros.. В 1990-х он был переиздан на Laserdisc и DVD. В 2000=х годах фильм был выпущен в нескольких изданиях на DVD Bluray. В 2023-2024 годах кинокомпания Warner Bros провела сложную работу покадрового сканирования оригинального кинонегатива в высоком разрешении и в процессе последующей длительной реставрации фильм был подготовлен к новому изданию в США на дисках Blu-ray и 4k ULTRA HD. 24 декабря 2024 года фильм Искатели  был выпущен на двух дисках Blu-ray и 4k ULTRA HD Warner Archive Collection, на которых также есть комментарии режиссёра и историка кино Питера Богдановича, а также документальный фильм о работе режиссёра Джона Форда и актёра Джона Уэйна с комментариями сына Джона Уэйна.  Реставрированный фильм Искатели  доступен в высоком качестве в форматах потокового видео и для цифровой загрузки через Amazon.com, Apple iTunes Store и другие онлайн-сервисы.

## Влияние
На вторую половину 1970-х, когда эпический фильм Форда наконец получил место в пантеоне величайших свершений Голливуда, приходится волна подражаний «Искателям». Влияние фильма на своё творчество отмечали Стивен Спилберг и Джордж Лукас. Сожжение дома Эдвардсов команчами у Форда аукнется сожжением дома Люка Скайуокера в «Звёздных войнах». Много общего между фильмами Форда и Лукаса и в трактовке центрального эдиповского конфликта. Киновед Пол Шредер переосмыслил сюжетную линию «Искателей» при написании сценария о нью-йоркском таксисте, который пытается увести из борделя девочку-проститутку, а когда она отказывается ему подчиниться, устраивает кровавую расправу над теми, кто держит бордель. Сценарий был экранизирован в 1976 году Мартином Скорсезе под названием «Таксист». Те же сценарные контуры угадываются и в фильме Шредера «Жесткач» (1979), действие которого происходит в среде порноактёров.
Фраза «that’ll be the day» (идиома, означающая «никогда в жизни»), повторяемая героем Джона Уэйна, вдохновила Бадди Холли на написание одноимённой песни. Британская рок-группа The Searchers получила своё название в честь фильма.